# Aerodramus orientalis
Andorinhão-de-mayr ou salangana-de-guadalcanal (Aerodramus orientalis) é uma espécie de andorinhão da família Apodidae.
Pode ser encontrada nos seguintes países: Papua-Nova Guiné e Ilhas Salomão.